# Theodor Storm
 Der er flere personer med dette navn, se Theodor Storm (cykelrytter).
Hans Theodor Woldsen Storm (4. september 1817 – 4. juli 1888) var en tysk forfatter. Han blev født i Husum i Nordfrisland, gik i skole i Lübeck og læste jura i Kiel. 1843 vendte Storm tilbage til Husum, hvor han slog sig ned som advokat. 1846 giftede han sig med sin kusine Constanze Louise Esmarch (d. 1864). 
Storm afviste at aflægge troskabsed for kongen af Danmark, og efter det slesvig-holstenske nederlag i Treårskrigen i 1850 frakendte den danske indenrigsminister F. F. Tillisch ham muligheden for at arbejde som advokat. Fra 1853 arbejdede Storm i stedet ved retten i Potsdam. 1856 blev han dommer ved retten i Heiligenstadt. Efter Danmarks nederlag ved krigen i 1864 vendte han tilbage til Husum som embedsmand.
Storms vel nok mest berømte værk er Skimmelrytteren. Men han skrev også digte og er i dag anerkendt som en af de store, tyske lyrikere i 1800-tallet.
Storms barndomshjem i Husum er i dag et museum. Storm var ivrig fortaler for et tysk Slesvig-Holsten. Han døde i Hademarschen, hvorhen han var flyttet efter sin pensionering i 1880.

## Storms værker på dansk
- 2009: Skovbrynet. Hovedland. Oversættelse og efterskrift Hugo Hørlych Karlsen.
- 1989: Festen paa Haderslevhus og To Brødre. Historiske Fortællinger. Lehmann & Stage. Oversat af Julius Schiøtt.
- 1983: Festen på Haderslevhus og Dobbeltgængeren. To fortællinger. Oversat af Peer Sibast.
- 1982: Skimmelrytteren. Melbyhus. Oversat af Peer Sibast.
- 1971: Den lille Frederik. En historie med tegninger af Felicitas Kuhn. Litas.
- 1885: Fem Noveller. Schou. Oversat af Johannes Magnussen.
- 1883: Fire Noveller. Schou. Oversat af Johannes Magnussen.
- 1873: Ved Universitetet. Novelle. Philipsen. Oversat af Andrè Lütken.
- 1871: Immensee. Efter Originalens 12. Opl. ved M.M.

## Anmeldelser af Theodor Storm
Anmeldelser af Theodor Storm anno 2009:
- Erotikkens hjemløse hjemve i Dagbladet Information
- Skovbrynet af Theodor Storm på litteratursiden.dk